# Johann Urban

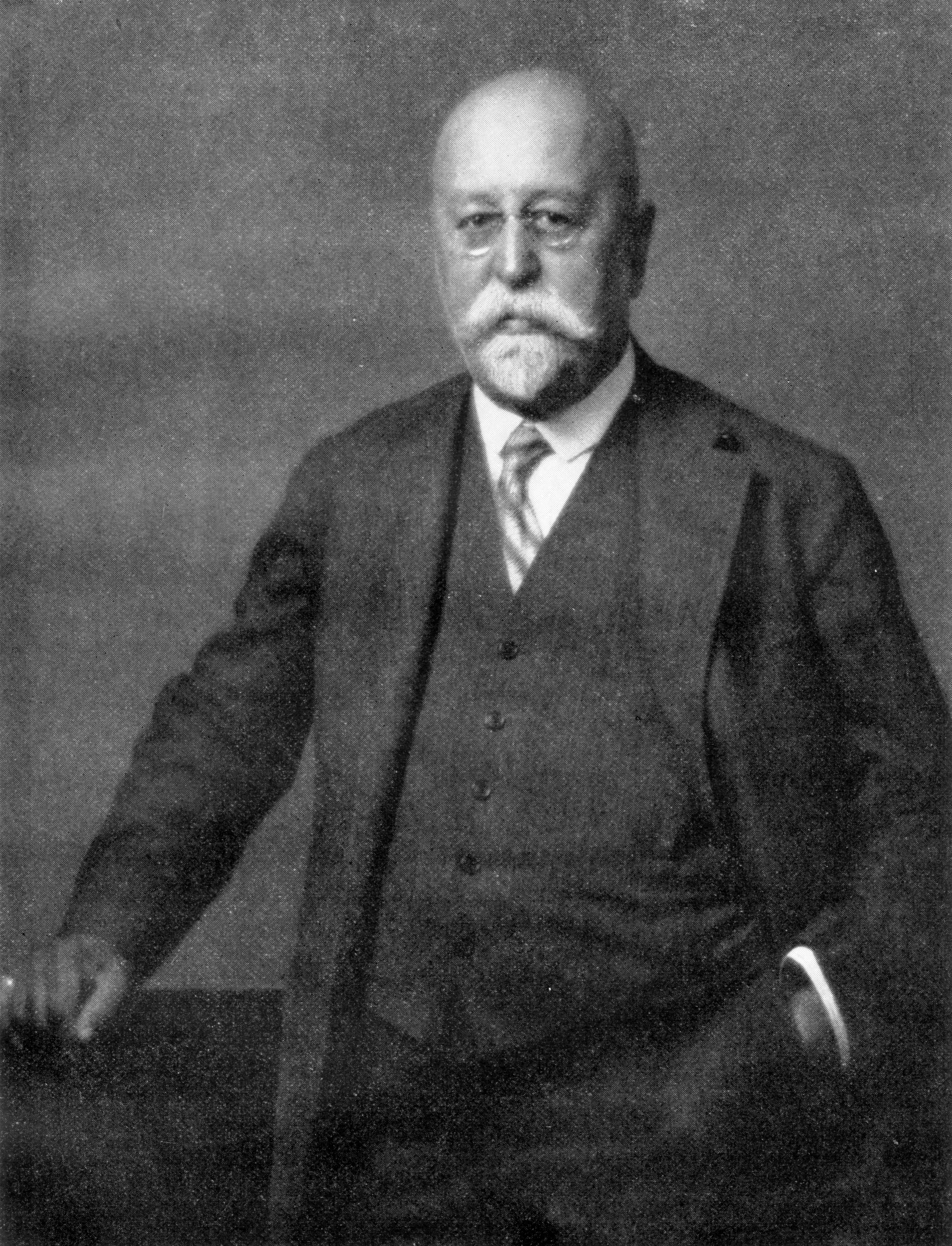
Johann Urban 1928

Johann Urban (auch Johannes; * 7. Juni 1863 in Wuchern (Vuhred) bei Marburg, Untersteiermark; † 13. November 1940 in Wien) war ein österreichischer Chemiker und Industrieller sowie Mitbegründer der Kunstseidenindustrie. 
Urban, Sohn eines Holzhändlers, studierte in Graz Maschinenbau und Elektrotechnik. Nach seiner Ausbildung arbeitete er in einer Glühlampenfabrik in Rotterdam, wo er Max Fremery kennenlernte. Ausgehend von der Materialproblematik des Glühfadens bzw. Glühdrahts in den Lampen erhielten sie gemeinsam 1897 ein Patent zur Erzeugung von Kupferkunstseide, die zu Gewebe verarbeitet zeitgenössisch auch „Glanzstoff“ genannt wurde. Im Jahr 1899 wurde er technischer Leiter der neu gegründeten Vereinigte Glanzstoff-Fabriken AG in Oberbruch bei Aachen, ab 1904 war er Leiter der Ersten österreichischen Glanzstoff-Fabrik AG in St. Pölten. Vor seiner industriellen Tätigkeit dürfte er Lehrer an einer Staatsgewerbeschule gewesen sein.